# Marissa Coleman
Pour les articles homonymes, voir Coleman.
Marissa Coleman, née le 4 janvier 1987 à Portland (Oregon), est une joueuse américaine de basket-ball.

## Biographie
Elle est choisie en deuxième position de la draft 2009 par les Mystics de Washington. Après trois saisons crescendo, notamment sur son adresse à trois points, elle est échangée début 2012 avec Noelle Quinn et envoyée aux Sparks.
Elle signe à Lyon février 2012, après avoir été coupée par Salamanque (7,7 points et 2,7 rebonds en 3 matches d'Euroligue), qui enregistrait le retour de DeWanna Bonner et Érika de Souza. En février 2013, elle revient en France à Bourges pour suppléer la blessure de Catherine Joens. Elle œuvre efficacement à la conquête de la troisième de l'Euroligue 2012-2013 avec 9 points et 6 rebonds. En avril 2013, elle remporte le titre de championne de France avec Bourges.
En 2013-2014, elle dispute le championnat sud-coréen avec KB Stars pour 5,7 points et 3,2 rebonds en 10 minutes par match. Après la saison WNBA 2014 (8,9 points et 3,3 rebonds)avec le Fever de l'Indiana qui est battu en Finales de conférence par le Sky de Chicago, elle signe pour 2014-2015 avec le club turc d'Edirnespor.
Elle atteint sa meilleure marque en WNBA le 10 juillet 2015 avec 25 points (9 tirs réussis sur 16), mâtinés de 6 rebonds, pour emmener le Fever à sa quatrième victoire consécutive face aux Stars. Elle gagne sa sélection pour le WNBA All-Star Game 2015 : « Je vais jouer avec de grandes joueuses et c'est très spécial d'y aller avec mon équipière Tamika Catchings particulièrement pour son dernier All-Star Game ».
Après une année sans compétition européenne à Edirnespor (16,7 points et 7,5 rebonds par rencontre), elle reste en Turquie en 2015-2016 et s'engage avec le club d'Euroligue de Fenerbahçe SK .
En 2017, ses statistiques sont de 4,9 points en 18 minutes sur 34 rencontres, mais le Fever ne reconduit pas son contrat pour la saison WNBA 2018.
En février 2019, elle signe en France au club Landerneau Bretagne Basket, promu en LFB pour 12,2 points et 5,9 rebonds en 9 rencontres. Pour la saison LFB 2019-2020, elle s'engage avec son ancien club de Bourges. En avril 2020, après une saison écourtée par la pandémie de Covid-19 (9,7 points à 41% de réussite aux tirs (50% à 2-points, 32% à 3-points), 5,1 rebonds et 1,7 passe décisive pour une évaluation moyenne de 11,6 en 29 minutes de jeu.), elle prolonge d'un an son séjour dans le Berry où loue son altruisme et sa présence dans les matches à enjeu.

## Palmarès
- Championne du Monde juniors en 2005[16]
- Vainqueur des Jeux Panaméricains en 2007[16]
- Championne NCAA en 2006
- Championne de Hongrie en 2011
- Troisième de l'Euroligue 2012-2013[6].
- Championne de France : 2013[7]

## Distinctions personnelles
- WNBA All-Rookie Team 2009 [17]
- Sélection au WNBA All-Star Game 2015[18]